# Gran Premi de Corea del 2013
El Gran Premi de Corea de Fórmula 1 de la temporada 2013 s'ha disputat al Circuit de Yeongam, del 4 al 6 d'octubre del 2013.

## Resultats de la qualificació
| Pos                 | No | Pilot               | Constructor          | Part 1   | Part 2   | Part 3   | Sortida |
| ------------------- | -- | ------------------- | -------------------- | -------- | -------- | -------- | ------- |
| 1                   | 1  | Sebastian Vettel    | Red Bull-Renault     | 1:38.683 | 1:37.569 | 1:37.202 | 1       |
| 2                   | 10 | Lewis Hamilton      | Mercedes             | 1:38.574 | 1:37.824 | 1:37.420 | 2       |
| 3                   | 2  | Mark Webber         | Red Bull-Renault     | 1:39.138 | 1:37.840 | 1:37.464 | 131     |
| 4                   | 8  | Romain Grosjean     | Lotus-Renault        | 1:39.065 | 1:38.076 | 1:37.531 | 3       |
| 5                   | 9  | Nico Rosberg        | Mercedes             | 1:38.418 | 1:38.031 | 1:37.679 | 4       |
| 6                   | 3  | Fernando Alonso     | Ferrari              | 1:38.520 | 1:37.978 | 1:38.038 | 5       |
| 7                   | 4  | Felipe Massa        | Ferrari              | 1:38.884 | 1:38.295 | 1:38.223 | 6       |
| 8                   | 11 | Nico Hülkenberg     | Sauber-Ferrari       | 1:38.427 | 1:37.913 | 1:38.237 | 7       |
| 9                   | 12 | Esteban Gutiérrez   | Sauber-Ferrari       | 1:38.725 | 1:38.327 | 1:38.405 | 8       |
| 10                  | 7  | Kimi Räikkönen      | Lotus-Renault        | 1:38.341 | 1:38.181 | 1:38.822 | 9       |
| 11                  | 6  | Sergio Pérez        | McLaren-Mercedes     | 1:39.049 | 1:38.362 |          | 10      |
| 12                  | 5  | Jenson Button       | McLaren-Mercedes     | 1:38.882 | 1:38.365 |          | 11      |
| 13                  | 19 | Daniel Ricciardo    | Toro Rosso-Ferrari   | 1:38.525 | 1:38.417 |          | 12      |
| 14                  | 15 | Adrian Sutil        | Force India-Mercedes | 1:38.988 | 1:38.431 |          | 14      |
| 15                  | 14 | Paul di Resta       | Force India-Mercedes | 1:39.185 | 1:38.718 |          | 15      |
| 16                  | 18 | Jean-Éric Vergne    | Toro Rosso-Ferrari   | 1:39.075 | 1:38.781 |          | 16      |
| 17                  | 17 | Valtteri Bottas     | Williams-Renault     | 1:39.470 |          |          | 17      |
| 18                  | 16 | Pastor Maldonado    | Williams-Renault     | 1:39.987 |          |          | 18      |
| 19                  | 20 | Charles Pic         | Caterham-Renault     | 1:40.864 |          |          | 19      |
| 20                  | 21 | Giedo van der Garde | Caterham-Renault     | 1:40.871 |          |          | 20      |
| 21                  | 22 | Jules Bianchi       | Marussia-Cosworth    | 1:41.169 |          |          | 222     |
| 22                  | 23 | Max Chilton         | Marussia-Cosworth    | 1:41.322 |          |          | 21      |
| Temps 107%:1:45.224 |    |                     |                      |          |          |          |         |
| Font:               |    |                     |                      |          |          |          |         |

Notes:

^1  — Mark Webber va rebre 10 posicions de penalització per reincident.

^2  — Jules Bianchi va rebre una penalització de 3 llocs a la graella de sortida.

## Resultats de la Cursa
| Pos   | No | Pilot               | Constructor          | Voltes | Temps / Retirada | Pos.Sortida | Punts |
| ----- | -- | ------------------- | -------------------- | ------ | ---------------- | ----------- | ----- |
| 1     | 1  | Sebastian Vettel    | Red Bull-Renault     | 55     | 1h 43' 13.701    | 1           | 25    |
| 2     | 7  | Kimi Räikkönen      | Lotus-Renault        | 55     | + 4.224 s        | 9           | 18    |
| 3     | 8  | Romain Grosjean     | Lotus-Renault        | 55     | + 4.927 s        | 3           | 15    |
| 4     | 11 | Nico Hülkenberg     | Sauber-Ferrari       | 55     | + 24.114 s       | 7           | 12    |
| 5     | 10 | Lewis Hamilton      | Mercedes             | 55     | + 25.255 s       | 2           | 10    |
| 6     | 3  | Fernando Alonso     | Ferrari              | 55     | + 26.189 s       | 5           | 8     |
| 7     | 9  | Nico Rosberg        | Mercedes             | 55     | + 26.698 s       | 4           | 6     |
| 8     | 5  | Jenson Button       | McLaren-Mercedes     | 55     | + 32.262 s       | 11          | 4     |
| 9     | 4  | Felipe Massa        | Ferrari              | 55     | + 34.390 s       | 6           | 2     |
| 10    | 6  | Sergio Pérez        | McLaren-Mercedes     | 55     | + 35.155 s       | 10          | 1     |
| 11    | 12 | Esteban Gutiérrez   | Sauber-Ferrari       | 55     | + 35.990 s       | 8           |       |
| 12    | 17 | Valtteri Bottas     | Williams-Renault     | 55     | + 47.049 s       | 17          |       |
| 13    | 16 | Pastor Maldonado    | Williams-Renault     | 55     | + 50.013 s       | 18          |       |
| 14    | 20 | Charles Pic         | Caterham-Renault     | 55     | + 1:03.578 min.  | 19          |       |
| 15    | 21 | Giedo van der Garde | Caterham-Renault     | 55     | + 1:04.501 min.  | 20          |       |
| 16    | 22 | Jules Bianchi       | Marussia-Cosworth    | 55     | + 1:07.970 min.  | 22          |       |
| 17    | 23 | Max Chilton         | Marussia-Cosworth    | 55     | + 1:12.898 min.  | 21          |       |
| 18    | 18 | Jean-Éric Vergne    | Toro Rosso-Ferrari   | 53     | Frens3           | 16          |       |
| 19    | 19 | Daniel Ricciardo    | Toro Rosso-Ferrari   | 52     | Frens3           | 12          |       |
| 20    | 15 | Adrian Sutil        | Force India-Mercedes | 50     | Col·lisió3       | 14          |       |
| Ret   | 2  | Mark Webber         | Red Bull-Renault     | 36     | Col·lisió        | 13          |       |
| Ret   | 14 | Paul di Resta       | Force India-Mercedes | 24     | Accident         | 15          |       |
| Font: |    |                     |                      |        |                  |             |       |

Notes
- ^3  — Jean-Éric Vergne, Daniel Ricciardo i Adrian Sutil han classificat encara que no han acabat la cursa perquè han disputat més del 90% de la prova.